# Psalm 141

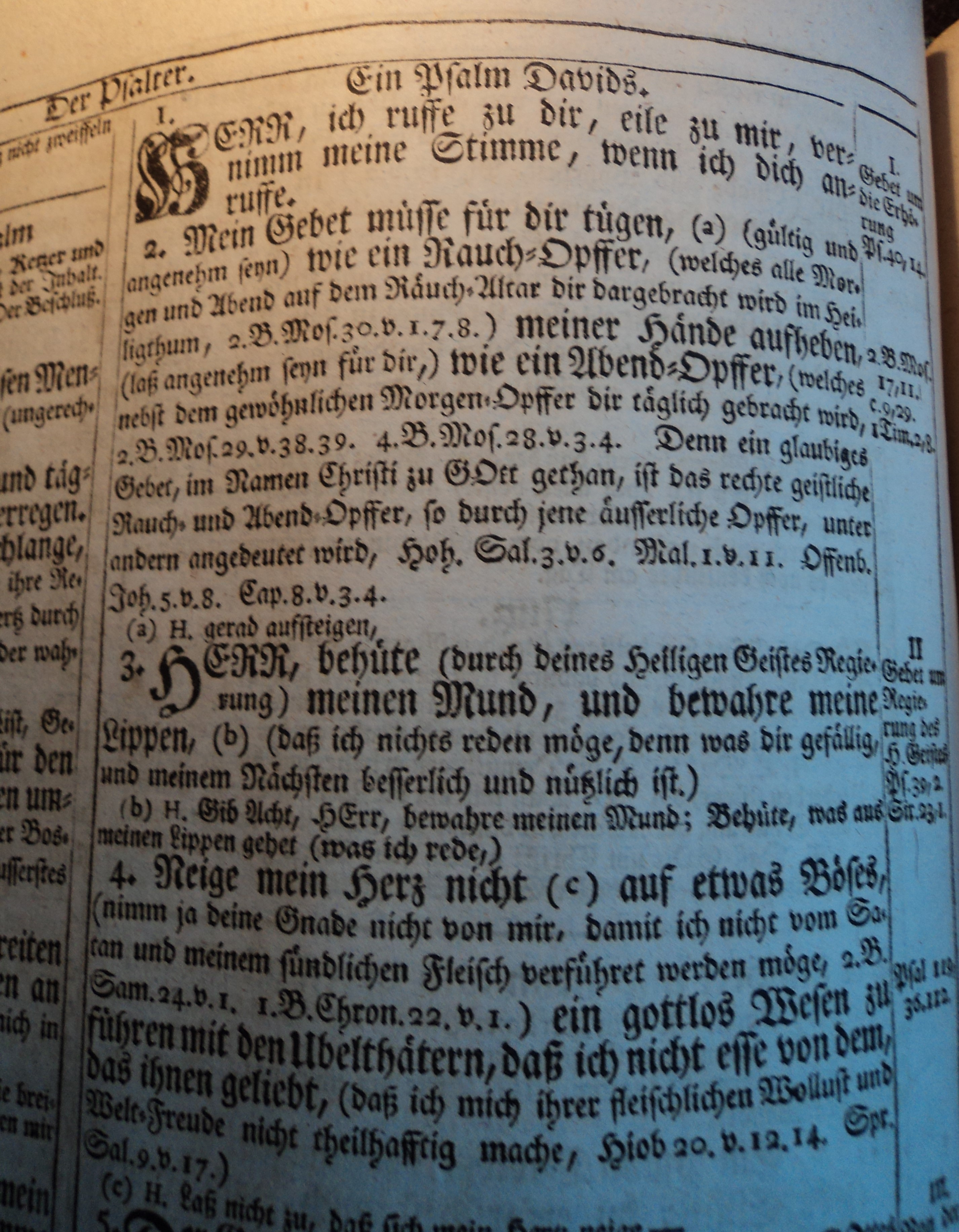
Die ersten vier Verse in einer Bibelausgabe von 1768

Der 141. Psalm ist ein Psalm Davids aus dem fünften Buch des Psalters.

## Inhalt
In Psalm 141 klagt ein Einzelner Gott seine Not. Er sieht sein Gebet als Opfer an und bittet Gott, dass dieser es als solches ansehen möge. Er betet unter anderem darum, dass der HERR sein Herz vor Bösem bewahre (Verse 3 und 4) und er nicht falle wie die Gottlosen (Verse 8 bis 10).